# 국도 제1호선 (모로코)

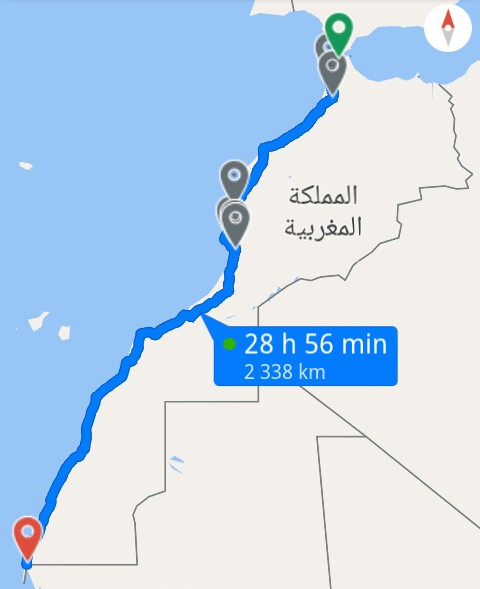
모로코 1번 국도의 실제 경로이며, 청색으로 그어져 있는 구간이지만, 실제 거리상으로는 2,338km로 기술되어 있다.

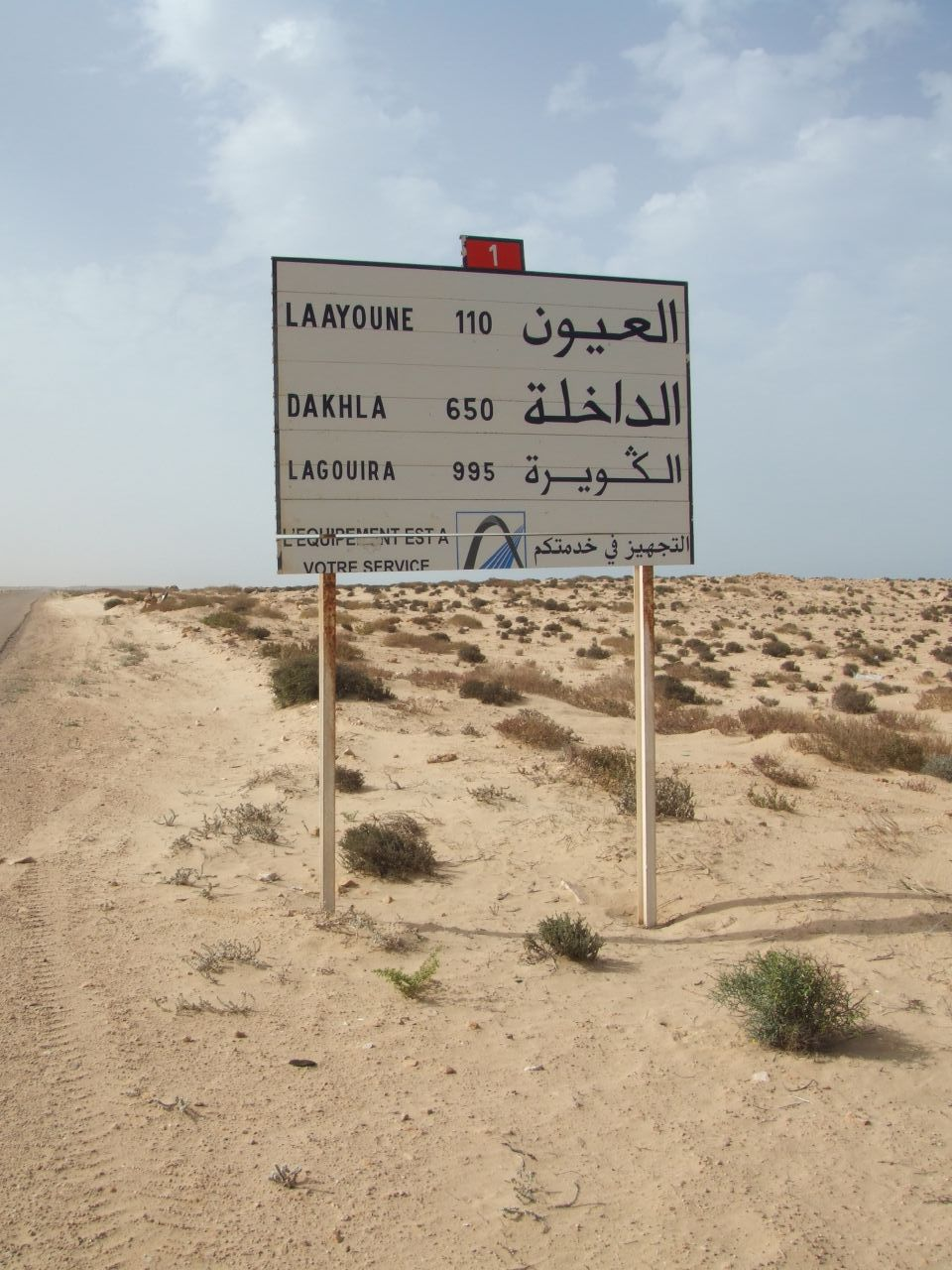
모로코 1번 국도의 이정표. 영어와 아랍어로 기록되어 있는 글귀가 특이하다.

국도 제1호선(N1, 아랍어: الطريق الوطنية 1, 프랑스어: Route nationale 1)은 모로코의 일반 국도이자 간선 도로이다. 그러나 이 국도의 북단은 모로코의 북서부 해안가가 자리잡게 되는 탕헤르가, 남단은 서사하라와의 영토 분쟁이 진행중인 다클라이며, 주위에는 모리타니와의 국경선과도 마주하고 있다. 그 외에도 국토의 서측부에는 대서양 연안을 따라 이어주게 되는 중요한 도로이며, 라라슈와 라바트 등과 같은 주요 도시들을 통과하고 있다. 그리고 이 도로가 모로코의 국도 노선 중 최장거리로 기록되어 있으며, 총 연장은 2,379 킬로미터로 이루어져 있다.